# Lone Kellermann
Lone Kellermann (* 20. März 1943 in Kopenhagen; † 30. April 2005 in Stubbekøbing) war eine dänische Sängerin und Schauspielerin.

## Leben
Lone Kellermann wuchs in Kopenhagen auf und war ursprünglich als Kinderkrankenschwester tätig. Ab Mitte der 1960er-Jahre trat sie als Sängerin in Nachtclubs auf. Kellermann war als Sängerin hauptsächlich dem Jazz, Blues und Rock ’n’ Roll zugewandt. Große Bekanntheit erlangte sie auch durch eine dänische Version des Liedes Neapel sehen. Sie veröffentlichte bis zum Jahr 1981 insgesamt vier Schallplatten.
Als Schauspielerin wirkte Kellermann von 1976 bis 2001 in etwas mehr als 20 Filmen mit, dabei war sie oftmals in Nebenrollen besetzt. Im Jahr 2001 zog sie sich aus dem Rampenlicht zurück.
Lone Kellermann starb am 30. April 2005 im Alter von 62 Jahren an einer Krebserkrankung. Ihre Grabstätte befindet sich auf dem Friedhof in Stubbekøbing. Ihr Sohn Iben Kellermann (* 1965) ist ebenfalls als Musiker und Schauspieler tätig.

## Diskografie
- 1978: Se Venedig og Dø (Single, DK: Gold)[6]